# Tăng thân nhiệt ác tính
Tăng thân nhiệt ác tính (malignant hyperthermia - MH) là một loại phản ứng nghiêm trọng xảy ra đối với các loại thuốc đặc biệt được sử dụng trong gây mê toàn thân, trong số những người dễ mắc bệnh. Các triệu chứng bao gồm cứng cơ, sốt cao và nhịp tim nhanh. Các biến chứng có thể bao gồm tiêu cơ vân và kali máu cao. Hầu hết những người dễ mắc bệnh thường là bình thường khi không tiếp xúc.
Nguyên nhân của tăng thân nhiệt ác tính là việc sử dụng một số chất gây mê dễ bay hơi hoặc succinylcholine ở những người dễ mắc bệnh. Mẫn cảm có thể xảy ra do ít nhất sáu đột biến gen, trong đó đột biến phổ biến nhất là gen RYR1. Mẫn cảm thường được di truyền từ cha mẹ của một người theo cách chi phối tự phát. Tình trạng này cũng có thể xảy ra như một đột biến mới hoặc liên quan đến một số bệnh cơ bắp di truyền, chẳng hạn như bệnh lõi trung tâm.
Ở những người nhạy cảm, các thuốc trên gây ra sự giải phóng các ion calci được lưu trữ trong các tế bào cơ. Sự gia tăng nồng độ calci trong các tế bào làm cho các sợi cơ co lại. Điều này tạo ra nhiệt quá mức và dẫn đến nhiễm toan chuyển hóa. Chẩn đoán dựa trên các triệu chứng trong tình huống thích hợp. Các thành viên trong gia đình có thể được kiểm tra xem họ có mẫn cảm với sinh thiết cơ hay xét nghiệm di truyền hay không.
Điều trị bằng dantrolene và làm lạnh nhanh cùng với các biện pháp chăm sóc hỗ trợ khác. Việc tránh các yếu tố kích hoạt tiềm năng được khuyến nghị ở những người nhạy cảm. Tình trạng này ảnh hưởng đến một trong 5.000 đến 50.000 trường hợp người ta được truyền khí gây mê. Nam giới thường bị ảnh hưởng nhiều hơn nữ giới. Nguy cơ tử vong với điều trị thích hợp là khoảng 5% trong khi không có điều trị là khoảng 75%. Trong khi các trường hợp xuất hiện tương tự như tăng thân nhiệt ác tính đã được ghi nhận từ đầu thế kỷ 20, tình trạng này chỉ được chính thức công nhận vào năm 1960.